# Lijst van gouverneurs van Västmanlands län
Dit is een lijst van gouverneurs van de provincie Västmanlands län in Zweden, in de periode 1634 tot heden. Västmanlands län is een län, een provincie in het midden van Zweden. Het Zweeds voor gouverneur is landshövding.
- Ture Eriksson Sparre 1634–1639
- Gustaf Gabrielsson Oxenstierna 1639–1642
- Christer Posse 1642–1643
- Claes Stiernsköld 1643–1651
- Knut Kurck 1651–1660
- Gustaf Larsson Sparre 1660–1667
- Ernst Johan Creutz d.ä. 1667–1674
- Mauritz Nilsson Posse 1674–1683
- Balthasar Gyldenhoff 1683–1689
- Lars Wallenstedt 1689–1693
- Polycarpus Cronhielm 1693–1698
- Gustaf Cronhielm 1698–1710
- Ludvig Fahlström 1710–1714
- Casten Feif 1714–1715
- Jonas Cedercreutz 1716–1720
- Gustaf Funck 1720–1736
- Johan Cederbielke 1736–1747
- Fredric von Friesendorff 1747–1761
- Gabriel Falkenberg 1761–1763
- Fredric Ulric Insenstierna 1763–1768
- Olof Malmerfelt 1769–1771
- Carl Carlsköld 1772–1784
- Ulric Gustaf de la Gardie 1784–1809
- Fredric Lilliehorn 1809–1811
- Johan Wilhelm Liljencrants 1811–1816
- Thure Drufva 1816–1822
- Fredric Ridderstolpe 1822–1849
- Fredrik Otto Silfverstolpe 1849–1863
- Fredrik Cronstedt 1863–1869
- Reinhold Charpentier 1869–1883
- Fredrik Hederstierna 1883–1900
- Claës Wersäll 1900–1916
- Walter Murray 1916–1937
- August Bernhard Gärde 1937–1943
- Conrad Jonsson 1943–1952
- Ragnar Casparsson 1952–1960
- Gustav Cederwall 1960–1980
- Osborne Bartley 1980–1985
- Karl-Lennart Uggla 1985–1989
- Carl Johan Åberg 1989–1990
- Jan Rydh 1991–1999
- Mats Svegfors 2000–2009
- Håkan Eriksson, waarnemend 2009
- Ingemar Skogö 2009–2015
- Håkan Wåhlstedt 2015–2016
- Minoo Akhtarzand sinds 2016

Blekinge län · Dalarnas län · Gävleborgs län · Gotlands län · Hallands län · Jämtlands län · Jönköpings län · Kalmar län · Kronobergs län · Norrbottens län · Örebro län · Östergötlands län · Skåne län · Södermanlands län · Stockholms län · Uppsala län · Värmlands län · Västerbottens län · Västernorrlands län · Västmanlands län · Västra Götalands län